# Barkarby
Barkarby est une communauté urbaine de la ville de Stockholm située sur la commune de Järfälla.